# George Bridgetower

George Bridgetower, Aquarell von Henry Edridge, um 1790

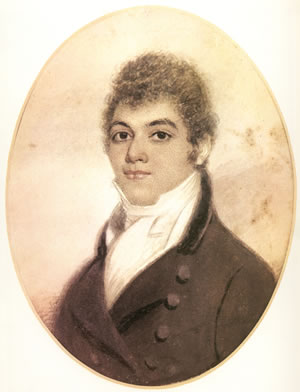
George Bridgetower, unbezeichnetes Aquarell, um 1800

Bridgetowers Eintrag in das Stammbuch von Franz Clement, London, 14. Juni 1790

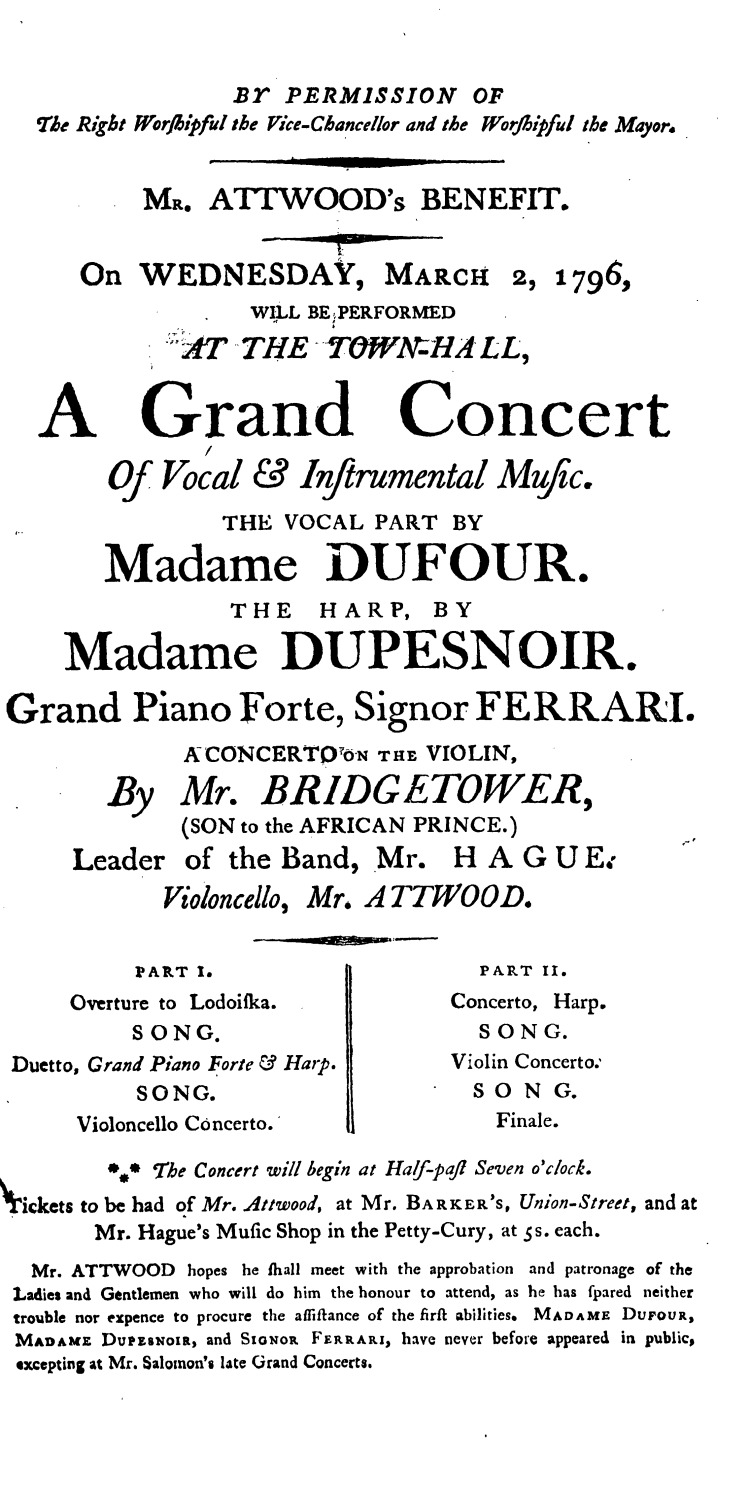
Anschlagzettel zu einem Konzert Bridgetowers mit der Bezeichnung „Son to the african prince“

George Polgreen Bridgetower (eigentlich Hieronimo Hyppolito de Augusto, * 13. August 1778 in Biała Podlaska bei Brest; † 29. Februar 1860 in Peckham, London Borough of Southwark, London) war ein englischer Violinist und Komponist afro-europäischer Abstammung.

## Leben
Bridgetower wurde am 13. August 1778 in Biała Podlaska geboren und am 11. Oktober desselben Jahres in der dortigen Kirche St. Anna getauft. Sein ursprünglicher Name war Hieronimo Hyppolito de Augusto, erst später legte sich sein Vater den Nachnamen Bridgetower zu. Laut Taufurkunde stammt dieser aus Äthiopien und diente zur Zeit der Geburt seines Sohnes bei dem damals 19-jährigen Fürsten Hieronim Wincenty Radziwiłł (1759–1786) auf dem Schloss der Familie in Biała Podlaska.
Wahrscheinlicher ist, dass Bridgetowers Vater – wie es andere Quellen besagen – aus Barbados stammt und seinen späteren Nachnamen von der Hauptstadt Bridgetown ableitete. 1779 bis 1785 war der Vater Kammermohr des Fürsten Nikolaus I. Joseph Esterházy de Galantha in Esterháza, wo der Knabe den Unterricht von Joseph Haydn genoss.
Am 5. April 1786 trat der 7-jährige „Hieronymus August Bridgetown, Sohn eines Mohren“ in Frankfurt am Main erstmals in einem Konzert auf. Ein weiteres Konzert gab er am 13. April 1789 in Paris, wobei der Anschlagzettel ihn nun wie folgt ankündigte: „Début de Mr. Georges Bridgetower, né aux colonies anglaises, âgé de 9 ans.“ Im November 1789, im Hinblick auf ein Konzert in Bath, wird er dann als Sohn eines afrikanischen Fürsten („African Prince“) bezeichnet. Sein Vater wird als elegante Erscheinung und sehr gebildeter Mann geschildert, „who is one of the most accomplished men in Europe, conversing with fluency and charming address in its several languages.“
1790 übersiedelte er nach London und traf dort bald mit zahlreichen bedeutenden Musikern zusammen. Zu einem Höhepunkt gestaltete sich das Konzert, das er am 2. Juni 1790 zusammen mit dem erst 9-jährigen Wunderkind Franz Clement gab. Unter den Zuhörern war der Komponist Georg Joseph Vogler, der darüber berichtete:

„Verwichenen Mittwoch den 2ten Juni habe ich einem Konzert hier in Hannover Square beigewohnet, wo zwei Junge Helden auf der Violine mit einander wetteiferten, und allen Liebhabern und Kunstrichtern während drei Stunden die angenehmste Unterhaltung zu verschaffen wußten. Wechselseitig ließen sie sich mit Konzerten hören, und jedem wurde immer der wärmste Beifall zugeklatscht. Das Quartett aber, das von lauter jungen Virtuosen, die zusammen keine 40 Jahr hatten, gespielt wurde, übertraf durch das Verdienst einer feinen launigten, witzigen, und dabei gleichen vereinten Vortrag alle Erwartungen, die je die größten bejahrten Virtuosen befriedigen können. Die erste Violine spielte Clement aus Wien acht und ein halb Jahr, die zweite Bridgetower aus Afrika [!] zehn Jahr alt.“

Der Eintrag, den Bridgetower am 14. Juni 1790 in Clements Stammbuch vornahm, zeigt, dass er außer Englisch auch die deutsche Sprache erstaunlich gut beherrschte, zumal er die für Ausländer schwierige Kurrentschrift verwendete: 

„Liebster freünd so lang ich lebe, werd ich mich an diesen freüdigen Abent des 2ten Junii 1790 erinnern, an welchen wir hier in Hanover Square mitsamen Concertant gespielet, und jeder Meister uns seinen Beifall mit Vergnügen gegeben hat. reisen sie Glücklig und wo sie immer seÿn werten da gedenken Sie das ich Ihr Freünd bin, und ich mich Ihre Bekandschaft Freüe
 
George Bridgtower
  
London den 14ten Junii 1790“

Charlotte Papendiek, die Hofdame der englischen Königin, die sich mehrfach für den jungen Bridgetower einsetzte, schreibt in ihren Erinnerungen, dass dessen Vater einen zunehmend asozialen Lebenswandel führte, worunter die Familie sehr litt. Im Januar 1791 wurde er schließlich des Landes verwiesen. Von Dezember 1796 bis 1799 ist er in Dresden  nachweisbar, wo er in der Schießgasse Nr. 700/701 wohnte und als Sprachlehrer arbeitete.
George Bridgetower blieb in London und spielte am 28. Mai 1792 ein Violinkonzert von Giovanni Battista Viotti, begleitet von seinem Lehrer Joseph Haydn am Klavier. Im Oktober 1795 wurde er schließlich Erster Geiger im Orchester von Georg August Friedrich, Prince of Wales, dem späteren König Georg IV. von Großbritannien und Hannover, mit dem er hauptsächlich im Carlton House auftrat. Er behielt diese Position bis 1809.
1802 wurde ihm ein längerer Urlaub gewährt, den er zu einer größeren Reise nutzte, die ihn zunächst nach Dresden führte, wo inzwischen auch seine Mutter lebte. Dort konzertierte er am 24. Juli 1802 im Böhmischen Saal und am 18. März 1803 in einem weiteren Konzert. Anschließend reiste er in die böhmischen Kurbäder Teplitz und Karlsbad. In Dresden wurde er Mitglied der Freimaurerloge Zum goldenen Apfel.

## Beziehung mit Beethoven
Anfang April 1803 traf er in Wien ein und erregte sofort große Aufmerksamkeit, darunter bei dem Fürsten Joseph Lobkowitz. Auf diese Weise lernte er auch Beethoven kennen und bat diesen um ein Werk für sich. Daneben traf er sich mit zahlreichen Wiener Musikern. Der böhmische Arzt und Musiker Jan Theobald Held, der sich in diesen Tagen in der Stadt aufhielt und am 16. April 1803 Ignaz Schuppanzigh besuchte, notierte, dass er dort auch Bridgetower traf, außerdem Beethoven sowie die Geiger Wenzel Krumpholz und Carl Moeser. Beethoven komponierte für Bridgetower in wenigen Wochen die Violinsonate A-Dur op. 47. Die Uraufführung fand am 24. Mai 1803 mit Beethoven am Klavier in einem Konzert im Wiener Augarten statt. Der Wiener Korrespondent der Zeitschrift Der Freimüthige bemerkte zu dem Konzert:

„H. Bridgetower, in Diensten des Prinzen von Wallis, hatte ein volles Haus, auch ist er wirklich ein sehr starker Violinspieler, der große Schwierigkeiten mit glücklicher Kühnheit und Leichtigkeit überwindet. Nur war die Komposition des Concertes selbst, ebenfalls von H. Bridgetower [!], grell, und das Streben nach Sonderbarkeit und Originalität so weit als möglich getrieben: eine Mode, welche, ob sie gleich durch das Beispiel mehrerer großen Meister allgemein zu werden drohet, doch den unbefangenen Zuhörer nie befriedigen wird.“

Das Konzert, in dem auch die beliebte Sängerin Marianne Willmann auftrat, war für Bridgetower ein großer finanzieller Erfolg, zahlreiche Adlige hatten bereits zuvor Eintrittskarten im Gesamtwert von 1.140 Gulden erworben. Allein der britische Gesandte Arthur Paget kaufte 50 Billets, Reichsgraf Moritz von Fries 25 Billets, Fürst Joseph Lobkowitz 20 Billets und Fürst Franz Joseph von Dietrichstein 13 Billetts.
Die Erstausgabe der Sonate widmete Beethoven jedoch dem französischen Geiger Rodolphe Kreutzer. Die Hintergründe dieser Umwidmung sind unklar. Ein Freund Bridgetowers, der Dirigent John Wade Thirlwall, meinte später, es habe zwischen dem Geiger und Beethoven Streit wegen eines „Mädchens“ gegeben. Wahrscheinlicher ist, dass Beethoven sich tatsächlich eine Aufführung durch Kreutzer erhoffte, zumal er um 1804/05 eine Reise nach Paris plante. Der Plan gelangte allerdings nicht zur Ausführung, und Kreutzer hat das Werk nie gespielt.
Der Musikverlag Edition Peters erklärte 2021, dass eine Neuausgabe des Werkes unter der Bezeichnung Bridgetower-Sonate in Vorbereitung sei.

## Spätere Jahre
Nach den Tagebüchern von Joseph Carl Rosenbaum reiste Bridgetower am 14. Juli 1803 nach Eisenstadt und kehrte am 22. Juli nach Wien zurück. Anschließend trat er vermutlich die Rückreise nach London an.
Am 4. Oktober 1807 wurde Bridgetower in die Royal Society of Musicians gewählt. Im Juni 1811 erhielt er von der Trinity Hall, einem College der University of Cambridge, einen Bachelor of Music. Zur Prüfung gehörte die Komposition eines Anthem für Chor und Orchester, uraufgeführt am 30. Juni 1811 in der Pfarrkirche St Mary the Great. Die Times lobte das verschollene Werk als „elaborate and rich“.
Am 3. Mai 1813 trat er im 4. Konzert der neugegründeten Royal Philharmonic Society auf und spielte die 1. Violine bei einer Aufführung von Beethovens Streichquintett C-Dur op. 29. Es ist zugleich das einzige Mal, dass Bridgetower bei einem Konzert der Gesellschaft mitwirkte, deren Mitglied er 1817 wurde. Die Konzerte fanden 1813 bis 1830 in den Argyll Rooms in der Nähe der Regent Street statt. 
In späteren Jahren trat er nur noch selten in der Öffentlichkeit auf. Zuletzt lebte er im Londoner Vorort Peckham (8, Norfolk Street) und wurde auf dem Kensal Green Cemetery beigesetzt.

## Familie
Bridgetowers Mutter Maria Anna Ursula Bridgetower geb. Schmidt (1762–1807) war eine Deutsche und lebte zuletzt in Bautzen, wo sie bei dem Apotheker Friedrich August Rüde als Wirtschafterin tätig war und am 17. September 1807 verstarb. Sie hatte noch zwei weitere Söhne:
- Friedrich Joseph Bridgetower (* um 1786, † 18. August 1813 in Newry, Irland),[21] der ein erfolgreicher Violoncellist war.
- Johann Albert Bridgetower (* 1. März 1787 in Mainz).[22]

Er selbst heiratete am 9. März 1816 in der St. George Church in London Mary Leech Leake, eine wohlhabende junge Frau, mit der er zwei Töchter hatte:
- Julia (* 28. November 1817, † Sommer 1818),
- Felicia (* 18. Juli 1819 in Ewell, Surrey).

Das Paar lebte ab 1824 getrennt. Mary Bridgetower starb im Juli 1835 in Rom.

## Nachlass
Bridgetower setzte am 10. September 1859 ein Testament auf, in dem er eine Schwester seiner verstorbenen Frau, eine geborene Drake, zur Alleinerbin machte. Sie ließ den Nachlass am 30. Juni 1860 durch die Auktionsfirma Puttick & Simpson verkaufen. Nach Aussagen von Samuel Appleby, einem Freund und Nachlassverwalter, erbrachte der Verkauf weniger als 1000 Pfund Sterling. Appleby erwarb selbst Teile des Nachlasses, die später von Alexander Wheelock Thayer für seine Beethoven-Biographie benutzt wurden. Darunter befand sich ein Album, das 2003 bei Sotheby’s verkauft wurde. Es enthält 75 Autographen, darunter Konzertprogramme, Briefe von Gönnern, Freunden und Musikerkollegen sowie Bridgetowers Reisepass, ausgestellt am 20. Juli 1803 von der britischen Gesandtschaft in Wien. Das Album erwarb die Österreichische Nationalbibliothek, es ist als Digitalisat im Internet einsehbar.

## Opern und Theaterstücke
- Julian Joseph, Bridgetower – A Fable of 1807; Jazz-Oper nach einem Libretto von Mike Philipps, uraufgeführt im Juli 2007 beim City of London Festival, mit Cleveland Watkiss in der Titelrolle[28]
- Amanda Wilkin, Die Bridgetower-Sonate; Theaterstück, uraufgeführt am 6. April 2024 im Schauspiel Leipzig[29]